# Axel Tuanzebe
Axel Tuanzebe (født 14. november 1997) er en engelsk-congolesisk professionel fodboldspiller, som spiller som forsvarsspiller for Premier League-klubben Burnley og DR Congos landshold.

## Klubkarriere

### Manchester United
Tuanzebe blev del af Manchester Uniteds ungdomsakademi som 8-årig. Han gjorde sin debut for førsteholdet den 29. januar 2017 i en FA Cup-kamp imod Wigan Athletic.

#### Lejeaftaler til Aston Villa
Tuanzebe skiftede i januar 2018 til Aston Villa på en lejeaftale. Han spillede dog kun 5 kampe, før han fik en skade, og måtte vende tilbage til Manchester. Han blev igen udlejet til Aston Villa i august 2018, og spillede her en vigtig rolle i at Aston Villa sikrede oprykning til Premier League.

#### Retur til United
Tuanzebe vendte tilbage til United efter sin lejeaftale til Aston Villa. Han blev i september 2019 den yngste person til at være anfører for Manchester United siden Norman Whiteside i 1985, da han i en alder af 21 blev valgt som anfører i en League Cup-kamp imod Rochdale.

#### Yderlige lejeaftaler
Tuanzebe blev i august 2021 igen lejet til Aston Villa. Lejeaftalen var dog ikke en succes, og i januar 2022 blev han kaldt tilbage, og blev i stedet udlejet til Napoli for resten af sæsonen.
Tuanzebe blev i januar 2023 igen udlejet, denne gang til Stoke City.

### Ipswich Town
Tuanzebe skiftede i september 2023 til Ipswich Town efter hans kontrakt med Manchester United havde udløbet. Han var i sin debutsæson med til at Ipswich rykkede op i Premier League for første gang i 22 år.

### Burnley
Tuanzebe skiftede i juni 2025 til Burnley på en fri transfer.

## Landsholdskarriere

### England
Tuanzebe har repræsenteret England på flere ungdomsniveauer.

### DR Congo
Tuanzebe skiftede 2024 til at repræsentere sit fødeland DR Congo, og debuterede for landsholdet den 6. juni 2024.

## Privat
Tuanzebe blev født i Bunia i den Demokratiske Republik Congo, og flyttede med sin familie til England, da han var 4 år gammel.

## Titler
Manchester United
- UEFA Europa League: 1 (2016-17)

Individuelle
- Manchester United Årets unge spiller: 1 (2014-15)